# Hugh Percy (10e duc de Northumberland)
Hugh Algernon Percy, 10e duc de Northumberland (6 avril 1914 - 11 octobre 1988) est un homme politique, militaire et pair britannique.

## Biographie
Il est le fils d'Alan Percy (8e duc de Northumberland), et de Lady Helen Gordon-Lennox. Il accède au duché de Northumberland en 1940, lorsque son frère Henry Percy (9e duc de Northumberland), est tué en Belgique pendant la Seconde Guerre mondiale lors de la retraite à Dunkerque .
Il sert dans les Northumberland Hussars. En 1940, en tant que lieutenant, il est transféré à la Royal Artillery. En 1947, en tant que capitaine, il retourne au Northumberland Hussars. Il occupe de nombreuses fonctions 
- Maître des Percy Foxhounds de 1940 à 1988
- Président de la Royal Agricultural Society of England en 1956 et 1962
- Lord Lieutenant du Northumberland de 1956 à 1984
- Président du Conseil de la recherche agronomique de 1958 à 1968
- Chancelier de l'Université de Newcastle de 1964 à 1988
- Président du Conseil de la recherche médicale de 1969 à 1977
- Président de la commission d'enquête sur la fièvre aphteuse
- Lord-intendant de la Maison de 1973 à 1988

## Famille
Il épouse Elizabeth Diana Montagu Scott (décédé le 19 septembre 2012), fille de Walter Montagu Douglas Scott, 8e duc de Buccleuch, le 12 juin 1946. Ils ont sept enfants:
- Caroline Mary Percy (née le 3 mai 1947), épouse Pierre, comte de Cabarrus le 12 janvier 1974 et a :
  - Chiara de Cabarrus (22 novembre 1974)
  - Diana de Cabarrus (née en 1977) épouse Alexander Baillie le 25 mars 2017 [3]
- Lady Victoria Lucy Diana Percy (née le 19 avril 1949), épouse Aidan Cuthbert le 4 octobre 1975 et le divorce est prononcé. Puis remariée à Charles Lyon Fellowes en 2000 et divorce en 2006.
  - Alice Cuthbert (1978)
  - Lucy Cuthbert (1982) épouse le prince Khalid d'Arabie saoudite le 28 mars 2011.
  - Molly Cuthbert (1984)
  - David Cuthbert (1987)
- Julia Helen Percy (née le 12 novembre 1950), épouse Nicholas Craig Harvey le 11 juin 1983 et a :
  - Georgina Craig Harvey (20 mai 1986)
  - Christopher Craig Harvey (4 octobre 1988)
  - Laura Craig Harvey (7 septembre 1992)
- Henry Percy (11e duc de Northumberland) (1er juillet 1953 - 31 octobre 1995)
- Ralph Percy (12e duc de Northumberland) (né le 16 novembre 1956), épouse Jane Percy, duchesse de Northumberland (née Jane Richard)
- Louise Percy (25 - 27 mai 1962)
- James William Eustace Percy (né le 18 juin 1965), épouse Lucy Caroline Rugge-Price et a :
  - Thomas Hugh Percy (2001)
  - Eliza Rose Percy (2003)
  - Willa Katherine Percy (2005)
  - Samuel James Edward Percy (2008) [4]